# ویلبورگ داگبارتسدوتیر

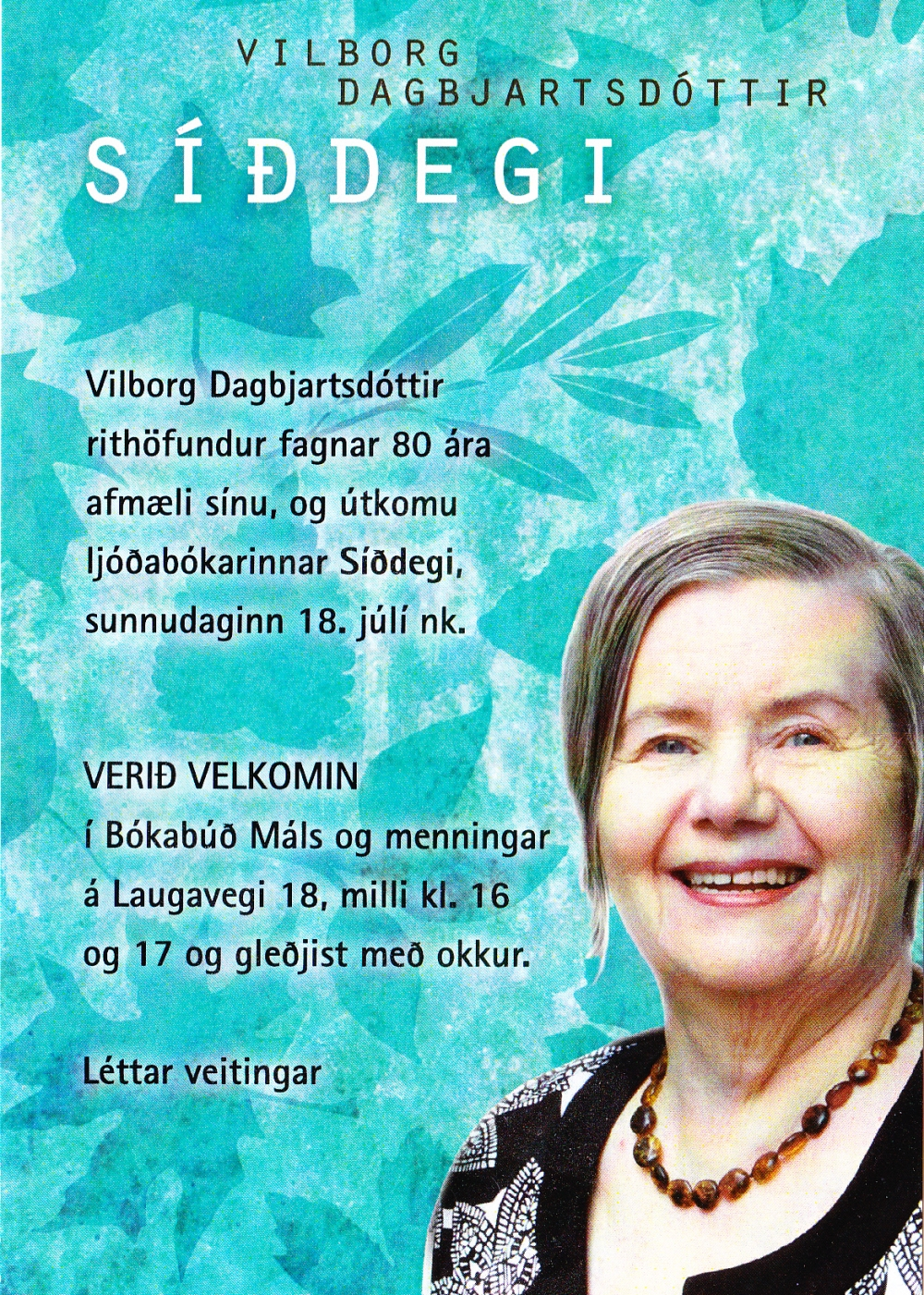
ویلبورگ داگبارتسدوتیر. این عکس قبل از تولد ۸۰ سالگی او و در سال ۲۰۱۰ گرفته شده‌است.

ویلبورگ داگبارتسدوتیر (به ایسلندی: Vilborg Dagbjartsdóttir) (متولد ۱۸ ژوئیه ۱۹۳۰) شاعر ایسلندی است. وی اولین کتاب شعر خود را در سال ۱۹۶۰ منتشر کرد و به یکی از معدود زنانی در ایسلند تبدیل شد که شعر مدرنیستی می‌سراید. سومین کتاب شعر وی، کیندیلمسا به معنای «دستیابی به موفقیت» است. از ویژگی‌های ابتکاری در آثار وی می‌توان به استفاده از زبان محاوره ای و تصاویر زندگی روزمره اشاره کرد. او مانند یون اور وور واقع گرایی غنایی را با تصاویر عاشقانه ترکیب کرد. ویلبورگ در جنبش فمینیستی فعال بوده‌است و کارهای او مربوط به وضعیت زنان در جامعه و همچنین به‌طور کلی نقد نابرابری اجتماعی است. او تعدادی کتاب برای کودکان از جمله آثار غیر داستانی و ترجمه منتشر کرده‌است.
ویلبورگ در (۱۹۹۳–۲۰۰۳)، با یک نویسنده و فیلمساز ازدواج کرد.
با توجه به عقاید سیاسی وی، رسانه‌ها نوشته‌اند که «او قبل از هجده سالگی به کمونیسم گروید و برای تحصیل به ریکاویک رفت». او همچنین به عنوان یک سوسیالیست توصیف شده‌است.